# Архитектура Белорусије
Архитектура Белорусије обухвата низ историјских периода, стилова и одражава сложену историју, географију, религију и идентитет земље. Неколико зграда у Белорусији је проглашено Унесковим светским баштинама као признање њиховом културном наслеђу, а друге су стављене на оквирни списак.

## Кијевска Русија
Земље које су данас део Белорусије биле су део Кијевске Русије, која се сматра родом модерне Украјине, Белорусије и Русије. Полоцк је био рани културни центар Белорусије, а катедрала Свете Софије је једна од примера руске архитектуре која је остала у Белорусији, иако је у великој мери измењена. Из овог периода потиче и манастир Свете Ефросиније.
- Катедрала Свете Софије је првобитно саграђена у 12. веку, мада је касније претрпела велике измене у барокном стилу.
- Манастир Свете Ефросиније у Полоцку.
- Црква у Гродну датира из 12. века.

## Пољско-литвански комонвелт
У овом периоду је забележен успон изразитог белоруског готског архитектонског стила у земљама данашње Белорусије, Пољске и Литваније. Неке од ових зграда састоје се од утврђених цркава, а историчар Ендру Вилсон је приметио да се у то време у Белорусији појавио јединствени „готско-православни” архитектонски стил. Иако су многе од ових структура православне цркве, након Брестовске уније 1596. многи Белоруси су прихватили ксточне католичке цркве. Саборне цркве Светог арханђела Михаила и Мале Госпојине су примери овог архитектонског стила.

У том периоду, у Белорусији, је изграђено неколико двораца који и данас постоје. Мирски и Њасвишки замак су два најистакнутија примера и оба су била у власништву династија Радзивиљ. Архитектура барока је такође почела да се појављује у Белорусији, посебно у Гродну на западу, под утицајем вилинског барокног стила који се у то време развијао у Вилњусу. У том периоду је у барокном стилу изграђена и Слонимска синагога.
- Катедрала Светог Фрање, католичка црква саграђена крајем 17. века у украшеном барокном стилу.
- Улазна капија Њасвишког замка.
- Слонимска синагога 1642. остаје непромењена.
- Мирски замак је изузетан пример белоруске готске архитектуре.

## Руска Империја
Како је државна заједница Пољске и Литваније пропадала у 17. и 18. веку, Белорусија је припала Руској Империји. Из тог доба потиче неколико истакнутих архитектонских дела у Белорусији. Гомелска палата је првобитно саграђена за генерала и племића Петра Румјанцевог у време Катарине Велике. Зграда је позната по својој величини и синтези утицаја романтизма и паладијске архитектуре. Цркве у Белорусији су изграђене у неовизантијском стилу у 19. веку. Већина становништва је остала сеоска, а дрвене цркве су често служиле сељачкој заједници. Неколико дрвених цркава, укључујући Светог Никиту у Здзитаву је уврштено на претходни списак Унескове светске баштине.
У овом периоду су такође изграђене многе синагоге, што одражава велику јеврејску заједницу у региону. До 20. века препознатљив стил архитектуре дрвене синагоге је почео да карактерише гранична подручја између Пољске, Литваније и Белорусије. Мавриски и неоготски облици су постали уобичајени у архитектури синагога у данашњој Белорусији.

## Совјетска архитектура
Године 1917. Руска Империја се срушила усред руске револуције и бољшевици су дошли на власт. Године 1922. Бјелоруска Совјетска Социјалистичка Република је постала једна од чланица Совјетског Савеза. Белорусију је опустошио Други светски рат, што је довело до тога да су многе зграде обновљене. После рата је Стаљин променио границе Источне Европе, а Белорусија је добила многе територије које су биле део Пољске. Посебно Минск има много зграда и споменика који датирају из стаљинистичког периода. У рату је уништено 80% града, а потом је обновљен као „најзначајнији совјетски град, са широким булеварима и идентичном бруталистичком архитектуром”. Главну улицу у Минску обележавају бројне импозантне стаљинистичке зграде. Огромна дела монументалне архитектуре, попут споменика Храброст у Брестовској тврђави, такође су грађена у совјетском периоду.

## Модерна Белорусија
Белорусија је стекла независност након распада Совјетског Савеза 1991. Од овог периода је изграђено неколико знаменитих архитектура. Карактеристична је и национална библиотека Белорусије која је истакнута архитектонска знаменитост у Минску. Зграда је висока 73,6 метара са 23 спрата, може да прими око 2000 читалаца и има конференцијску салу од 500 места. Нову зграду библиотеке дсу изајнирали архитекти Михаил Виноградов и Виктор Крамаренко, а отворена је у јуну 2006.
Црква Светог Кирила Туравског и свих заштитника белоруског народа у парку у Лондону је модерно преобликовање белоруске црквене архитектуре која припада мањинској белоруској гркокатоличкој цркви и завршена је 2016. Зграда је освојила признање за квалитет и добила је вишеструке награде за дизајн.